# Sandro Schönberger
Sandro Schönberger (* 14. Januar 1987 in Weiden in der Oberpfalz) ist ein deutscher Eishockeyspieler, der seit Juli 2024 erneut beim EC Bad Tölz aus der drittklassigen Eishockey-Oberliga unter Vertrag steht und dort auf der Position des linken Flügelstürmers spielt. Zuvor war Schönberger insgesamt 16 Jahre für die Straubing Tigers in der Deutschen Eishockey Liga (DEL) aktiv, bei denen er zwischen August 2012 und April 2024 als Mannschaftskapitän fungierte.

## Karriere

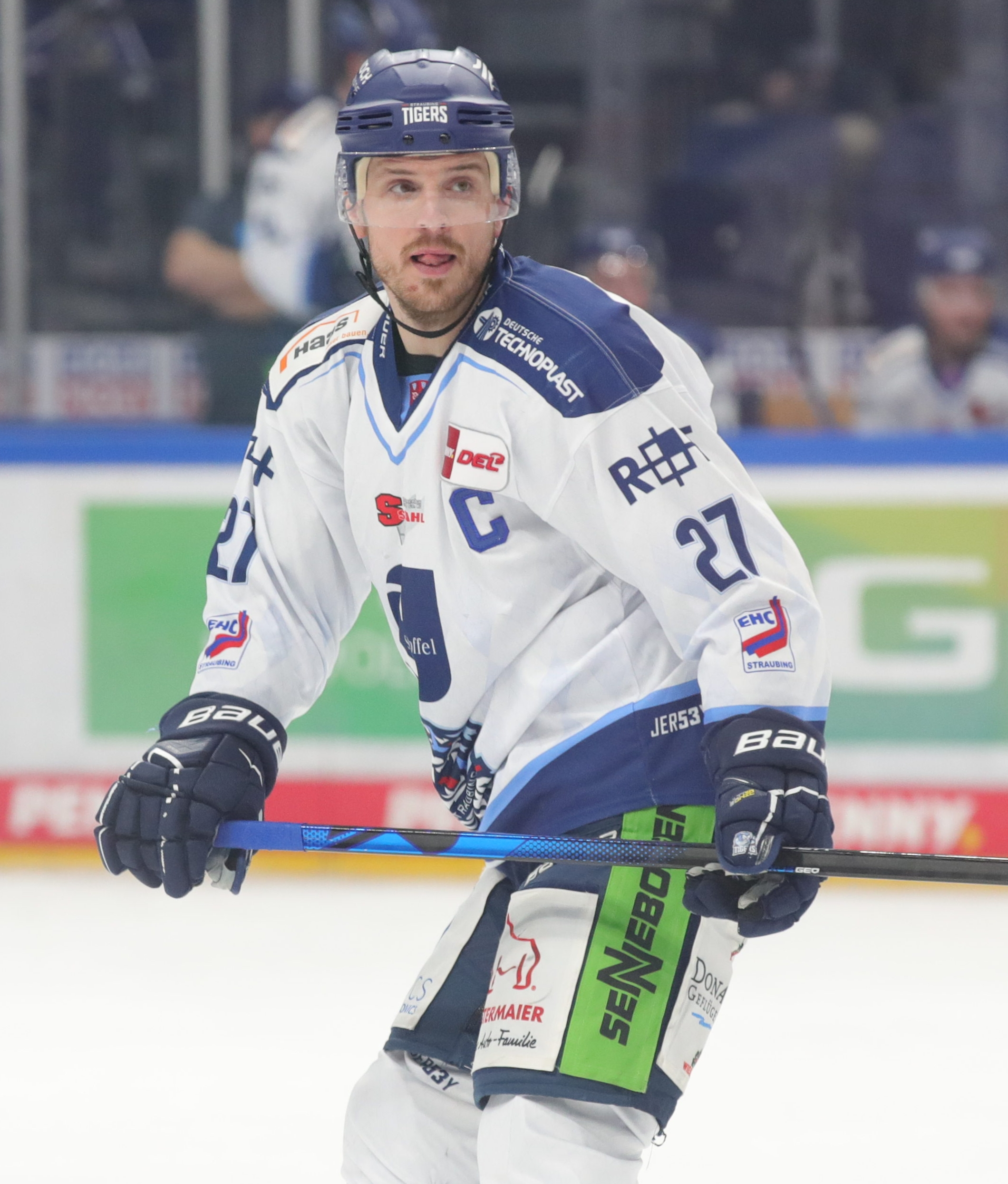
Schönberger im Trikot der Straubing Tigers (2022)

Schönberger entstammt der Nachwuchsabteilung des 1. EV Weiden. Im Alter von drei Jahren stand er erstmals auf dem Eis und erlernte anschließend den Eishockeysport in seiner Heimatstadt. Mit 15 Jahren wechselte er zum EC Bad Tölz. Von 2002 bis 2005 war er für die Tölzer Junglöwen in der Deutschen Nachwuchsliga (DNL) aktiv, absolvierte aber bereits mehrere Spiele für die Tölzer in der 2. Bundesliga. Seit der Saison 2005/06 stand der Flügelstürmer in der Profimannschaft der Tölzer auf dem Eis. Für die Augsburger Panther konnte der Linksschütze in der Saison 2006/07 seine ersten Einsätze in der Deutschen Eishockey Liga (DEL) absolvieren. In der folgenden Spielzeit trug Schönberger wieder ausschließlich das Trikot der Tölzer und war – nach dem Abstieg aus der 2. Liga im Jahr 2006 – Teil der Oberliga-Meistermannschaft des Jahres 2008. Die Straubing Tigers verpflichteten den gebürtigen Oberpfälzer zu Beginn der Saison 2008/09, mit einer Förderlizenz lief er zudem weiterhin für den EC Bad Tölz auf. 
Vom Beginn der Saison 2009/10 stand der Angreifer ausschließlich im Kader Straubings. Seinen größten Erfolg mit der Mannschaft konnte der Angreifer in der Saison 2011/12 verzeichnen, als die Tigers das Halbfinale der DEL-Playoffs erreichten. Am 18. April 2012 wurde sein Kontrakt bis 2015 verlängert. Im August 2012 wurde Schönberger von seinen Teamkollegen zum Mannschaftskapitän der Tigers gewählt. Dieses Amt bekleidete der Stürmer insgesamt zwölf Jahre. Nach der Saison 2023/24 verlängerte der 37-Jährige seinen Vertrag nicht noch einmal und verließ den Klub daraufhin nach insgesamt 16 Jahren, in denen er über 700 DEL-Spiele absolvierte und damit Straubings DEL-Rekordspieler ist.
Schönberger wechselte schließlich im Sommer 2024 zurück zum EC Bad Tölz, für den er zuletzt im Jahr 2009 aufgelaufen war, in die Oberliga.

## Erfolge und Auszeichnungen
- 2008 Oberliga-Meister und Aufstieg in die 2. Bundesliga mit dem EC Bad Tölz

## Karrierestatistik
Stand: Ende der Saison 2023/24
(Legende zur Spielerstatistik: Sp oder GP = absolvierte Spiele; T oder G = erzielte Tore; V oder A = erzielte Assists; Pkt oder Pts = erzielte Scorerpunkte; SM oder PIM = erhaltene Strafminuten; +/− = Plus/Minus-Bilanz; PP = erzielte Überzahltore; SH = erzielte Unterzahltore; GW = erzielte Siegtore; 1 Play-downs/Relegation; Kursiv: Statistik nicht vollständig)